# Aschaffenburger Straße 11 (Seligenstadt)

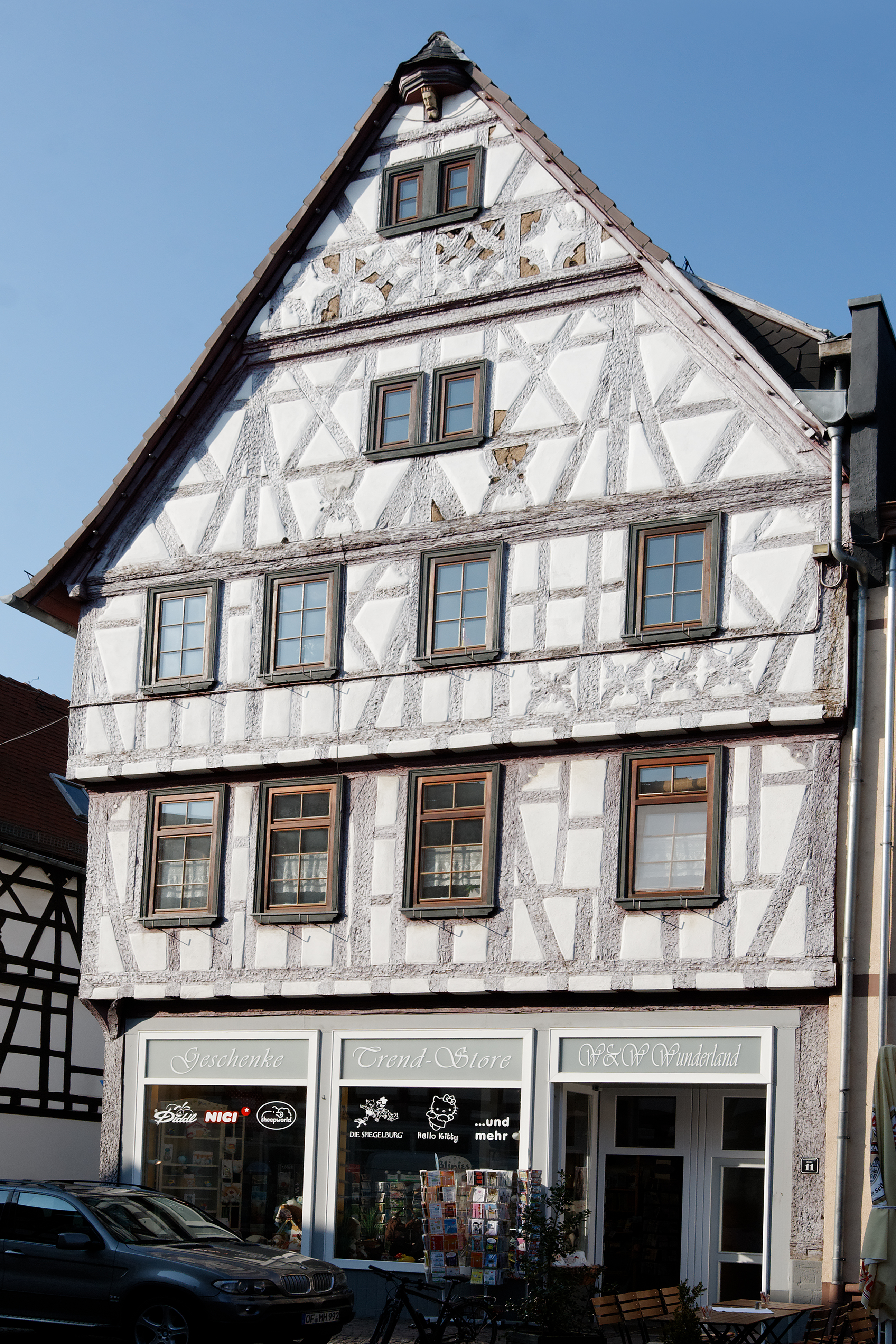
Fackwerkaus Aschaffenburger Straße 11 in Seligenstadt

Das Haus Aschaffenburger Straße 11  ist ein denkmalgeschütztes Fachwerkgebäude in Seligenstadt  im Landkreis Offenbach in Hessen.
Das dreigeschossige giebelständige Haus fällt durch Schmuckfachwerk an der Giebel- und südlichen Traufseitwand auf. Hiezu zählen geschwungene Streben, geschnitzte Knaggen, Feuerböcke und Rautenornamente. Unter dem Dachfirst ist ein geschnitzter Kopf zu sehen. Die Knaggen am Eckpfosten des Erdgeschosses sind auf 1579 datiert. Die Holzstütze im Erdgeschoss ist mit reicher Renaissance-Schnitzerei, Maskarons an der Basis und Kannelierung am Schaft verziert. Sie ist allerdings durch den Ladeneinbau in die ehemals offene Halle größtenteils verdeckt.